# Kirkenes
Kirkenes (fil) (nordsamiska: Girkonjárga - kyrknäset) (finska: Kirkkoniemi) är en tätort och stad som utgör centralort i Sør-Varangers kommun i Finnmark fylke i norra Norge. Orten ligger söder om Varangerfjorden, nära gränsen till Finland och framförallt Ryssland. Staden har 3 383 invånare (2022), inklusive de närliggande orterna Hesseng, Sandnes och Bjørnevatn 7 209 invånare (2005). Staden ligger vid Barents hav på samma latitud som Tromsø och samma longitud som Sankt Petersburg.

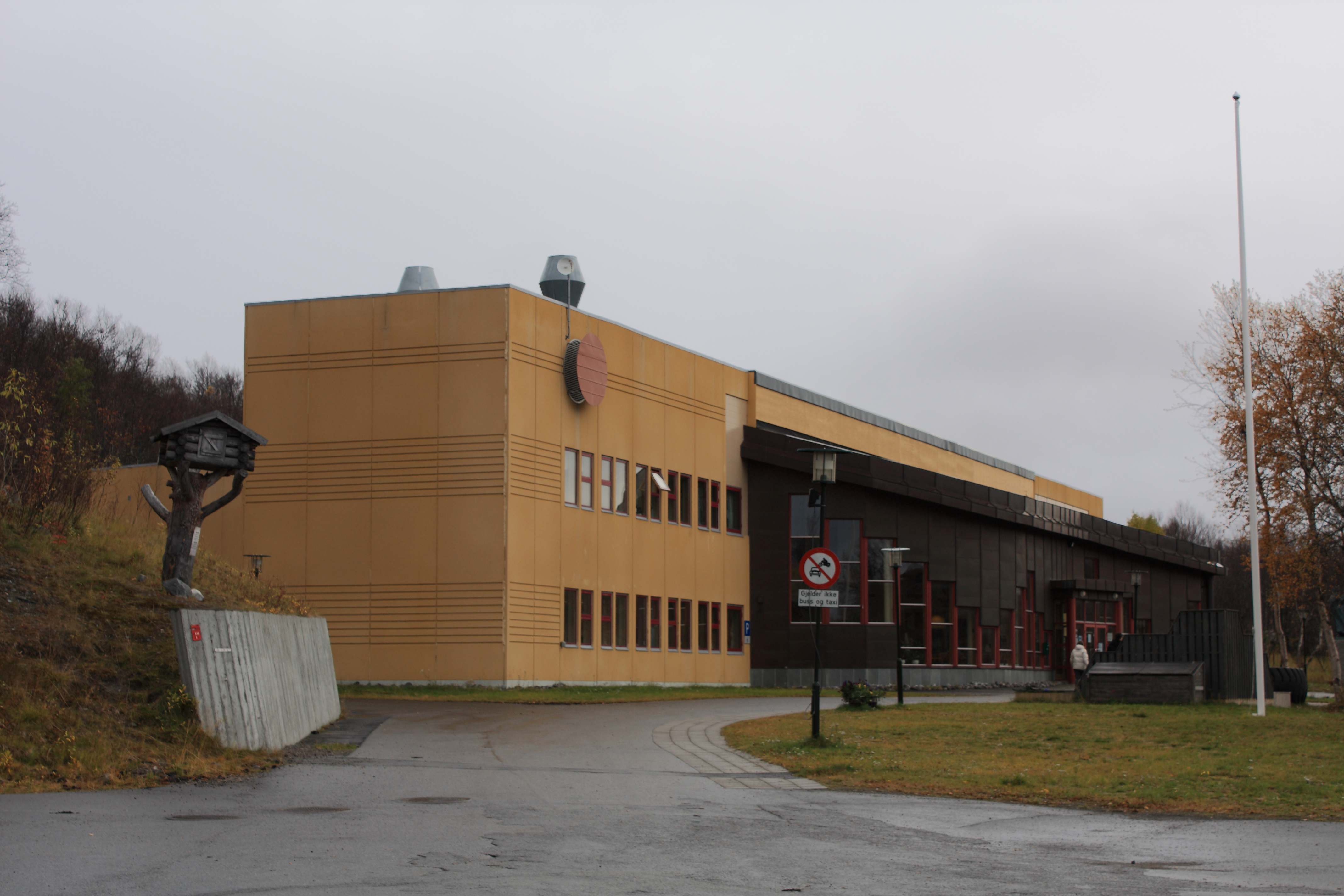
Grenselandmuseet, i vilket även Saviomuseet är lokaliserat

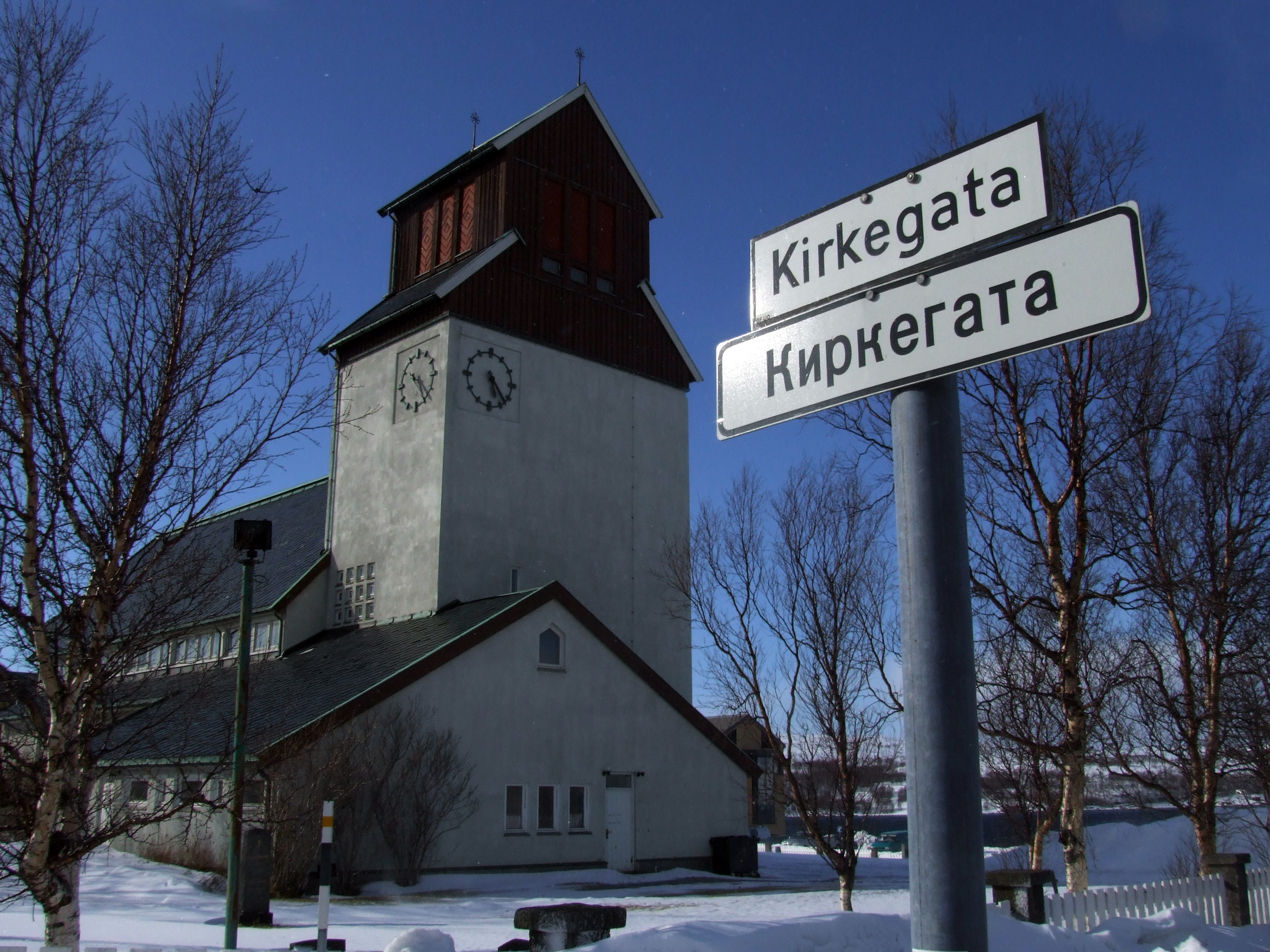
Kirkenes kyrka och vägskylt på norska och ryska

Kirkenes är en gruvort. Den närliggande gruvan lades ned 1996 men togs åter i drift 2009 tack vare prishöjningar på järnmalm. Framtida oljeborrning i havet är möjlig.
Turister, främst från Västeuropa, men också från Ryssland är numera en viktig inkomstkälla.
Staden ligger vid slutpunkten på vägarna E6 och E105, 2 500 kilometer från Oslo (räknat längs E6), 1 700 kilometer från Stockholm (räknat kortaste vägen via Haparanda och E4), och 200 kilometer från Murmansk. Staden har också en flygplats med dagliga flygningar, samt båt och bilfärja i form av Hurtigruten till andra delar av Norge.
Den norska och den ryska utrikesministern undertecknade den 2 november 2010 ett avtal som gör att de 9 000 norrmän och 45 000 ryssar som bor vid gränsen lättare ska kunna besöka varandra. De som vill kan få ett så kallat "grenseboerbevis" som gör att de kan resa visumfritt i gränsområdet. Redan i dag finns det många ryssar som flyttat till Kirkenes, där gatuskyltarna är på både norska och ryska.
I Kirkenes etablerades ett svenskt honorärt vicekonsulat 1946.  Det upphöjdes till ett honorärkonsulat 1982.

## Kirkenes under andra världskriget
Kirkenes var den första staden i Norge som befriades från den tyska ockupationen. Den utsattes för omkring 320 ryska flygangrepp, främst avsedda att avbryta exporten av järnmalm från AS Sydvarangers gruva, Staden intogs den 25 oktober 1944 av Röda armén, och omedelbart innan brände den reträtterande tyska armén ned staden som då hade runt 10 000 invånare. På grund av tidsbrist evakuerades inte staden innan den brändes ner.

## Kultur
- Grenselandmuseet i Kirkenes, del av Sør-Varanger museum
- Saviomuseet, samlokaliserat med Grenselandmuseet

Stadens centrum har två minnesmärken från andra världskriget: Russermonumentet, som hedrar Röda arméns befrielse av Kirkenes i slutet av oktober 1944, samt Krigsmødremonumentet.

## Järnväg mellan Finland och Ishavet
Huvudartikel: Järnväg mellan Finland och Ishavet
År 2017 gjordes en första utredning, beställd av Finlands regering om en möjlig järnväg mellan Finland och Ishavet, för vilken som huvudalternativ sågs en rutt mellan Rovaniemi och Kirkenes via Neiden. Denna järnväg förutsätts då byggas med den finländska spårvidden 1524 millimeter.

## Bilder

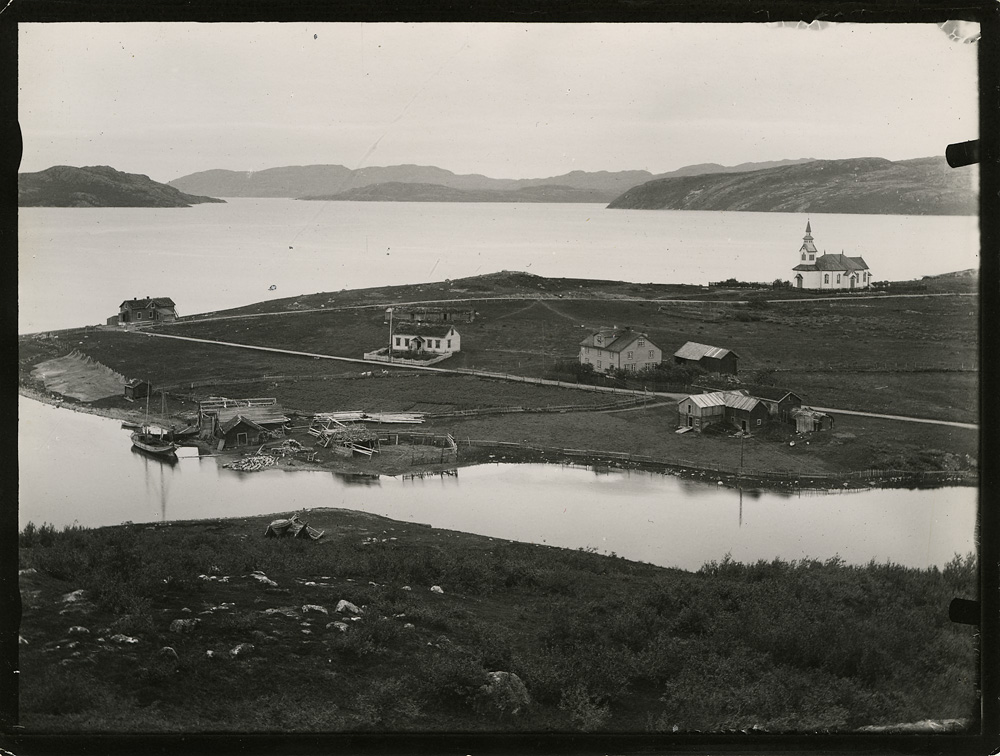
Kirkenes 1902.
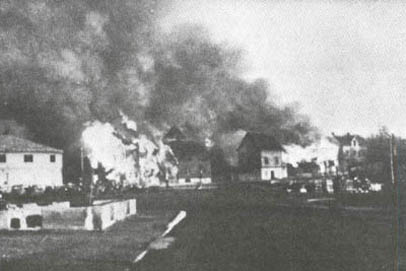
Kirkenes brinner oktober 1944 efter de tyska truppernas tillbakadragande.
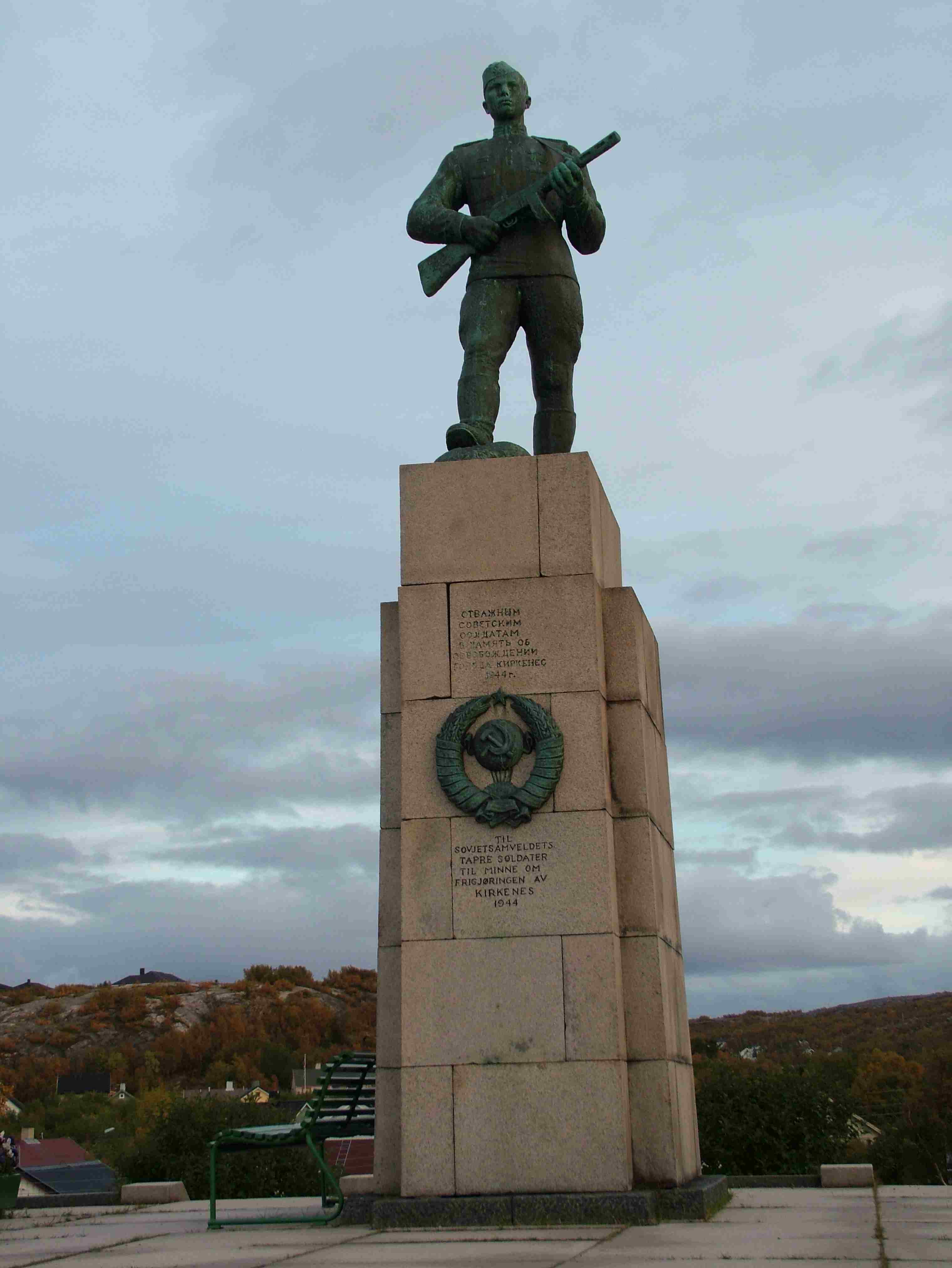
Russermonumentet
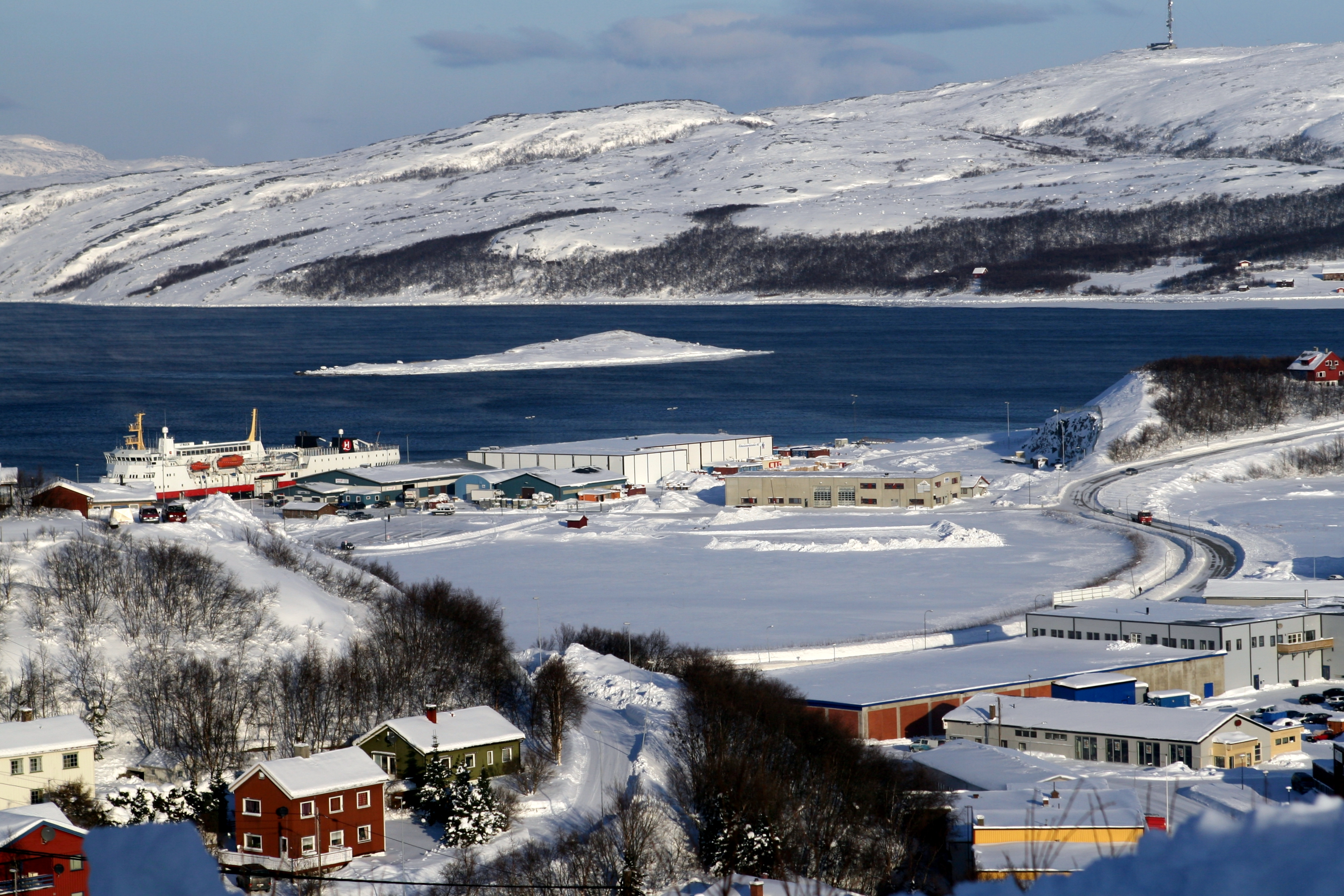
Kirkenes hamn 2007.
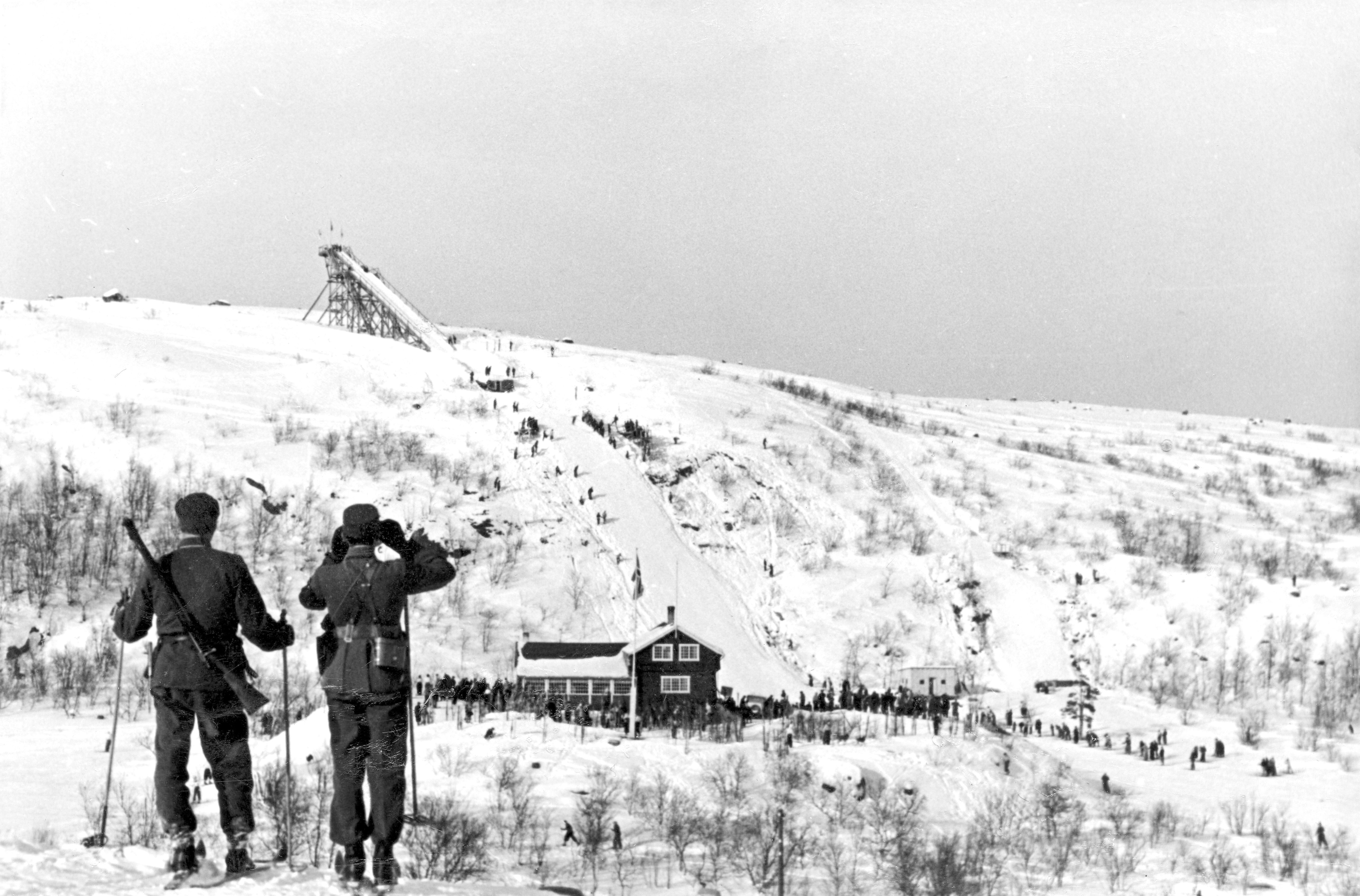
Hoppbacke vid Kirkenes, 1940.